# Heliothodes diminutivus
Heliothodes diminutivus är en fjärilsart som beskrevs av Augustus Radcliffe Grote 1873. Heliothodes diminutivus ingår i släktet Heliothodes och familjen nattflyn. Inga underarter finns listade i Catalogue of Life.